# العال، سوریه
العال (به عربی: العال) یک منطقهٔ مسکونی در سوریه است که در بلندی‌های جولان واقع شده‌است. العال ۳۶۶ متر بالاتر از سطح دریا واقع شده‌است.